# Dobay Sándor
Dobay Sándor (Szigetvár, 1938. július 8. – Budapest, 2019. november 27.) magyar operatőr.

## Életpályája
Szülei: Dobay Sándor (1899–1966) és Józsa Margit (1905–1984) voltak. 1961-1965 között a Színház- és Filmművészeti Főiskola filmoperatőr szakos hallgatója volt, ahol Illés György oktatta. 1965-1997 között a Magyar Televízió operatőre, vezető operatőre volt. 1997 óta szabadúszó operatőr.

## Magánélete
1966-ban házasságot kötött Hantos Máriával (1944-1999). Két lányuk született: Kinga (1969) és Eszter (1976).

## Filmjei
- Ki mit tud? (1966-1972)
- Bors (1968)
- Mazsola és Tádé (1969-1971)
- Szerelem a ládában (1970)
- Tükrös (1972-1973)
- Szüzek városa (1973)
- Intőkönyvem története (1974)
- Riporter kerestetik (1975, 1982)
- Utolsó padban (1975)
- Zsebtévé (1977)
- Autóversenyzők (1980)
- Egy magyar gazdaság 10 éve (1980)
- A nagyeszű sündisznócska (1981)
- Minden egér szereti a sajtot (1981)
- A tücsök hegedűje (1982)
- Százszorszép (1982)
- Csipike, az óriás törpe (1984)
- Csodatopán (1984)
- Tapsikáné fülönfüggője (1985)
- Bolondmalom (1986)
- Türelem köll a szögénységhőn… (1987)
- A csodálatos nyúlcipő (1987)
- Boszorkánypalánta (1988)
- Versengő városok
- Tér a papíron
- Helló fiúk
- Világ Ifjúsági Találkozó

## Díjai
- Szocialista Kulturáért
- Egon Erwin Kisch-díj (1969)
- a miskolci fesztivál első díja (1970)
- a szolnoki képzőművészeti filmfesztivál első díja (1971)
- a tv-kritikusok díja (1977)
- a pozsonyi Prix Danube fesztivál első díja (1977)
- Ezüstgerely-díj (1984)
- kőszegi Arany Antenna-díj (1987)